# Rajnavy Futsal Club
Der Rajnavy Futsal Club (Thai:สโมสรฟุตซอลราชนาวี) ist ein 2006 gegründeter professioneller thailändischer Futsalverein aus der Hauptstadt Bangkok, der in der Thailand Futsal League, der höchsten thailändischen Spielklasse, spielt.

## Geschichte
Der Verein wurde 2006 gegründet. Die beste Platzierung in der Thailand Futsal League war ein dritter Platz 2014.

## Stadion
Der Verein trägt seine Heimspiele in der Sporthalle des Bhuti-anan Gymnasium in Bangkok aus. Die Halle hat ein Fassungsvermögen von 100 Personen.